# Гийом, Альбер
Альбер Гийом (фр. Albert Guillaume; 14 февраля 1873, Париж — 10 августа 1942, Фо) — французский художник, карикатурист, иллюстратор, мастер плаката.

## Биография
Родился в семье архитектора Эдмона Гийома. Влияние на его творчество оказал Жюль Шере, которого часто называют «отцом современного плаката».
Гийом создал целый ряд театральных афиш, рекламных плакатов и щитов. Его произведения ценны, в первую очередь, как иллюстрация жизни французов во время Прекрасной эпохи, золотого века в Европе, которая продлилась с конца XIX века до Первой мировой войны.
Свою популярность он приобрёл также благодаря сатирическим рисункам и карикатурам, которые публиковались в парижских юмористических журналах, таких как Le Figaro Illustré, Gil Blas, Le Rire, L’Assiette au Beurre и др. Эти журналы возникли как реакция на возросший интерес парижан к искусству, культуре и политике.
В своих работах Гийом высмеивал слабости и недостатки французского общества, коррупцию и злоупотребления. Сегодня его плакаты по-прежнему остаются популярными, особенно в качестве украшения для ресторанов и баров.
Умер в маленькой деревне Фо департамента Дордонь.

Некоторые работы
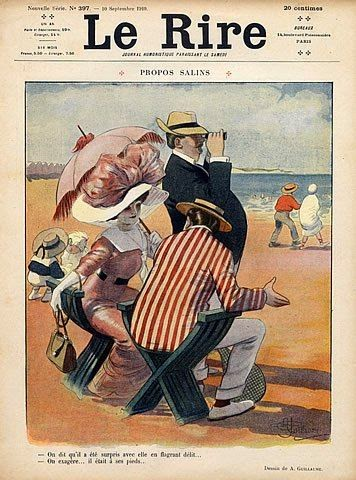
Иллюстрация в журнале Le Rire
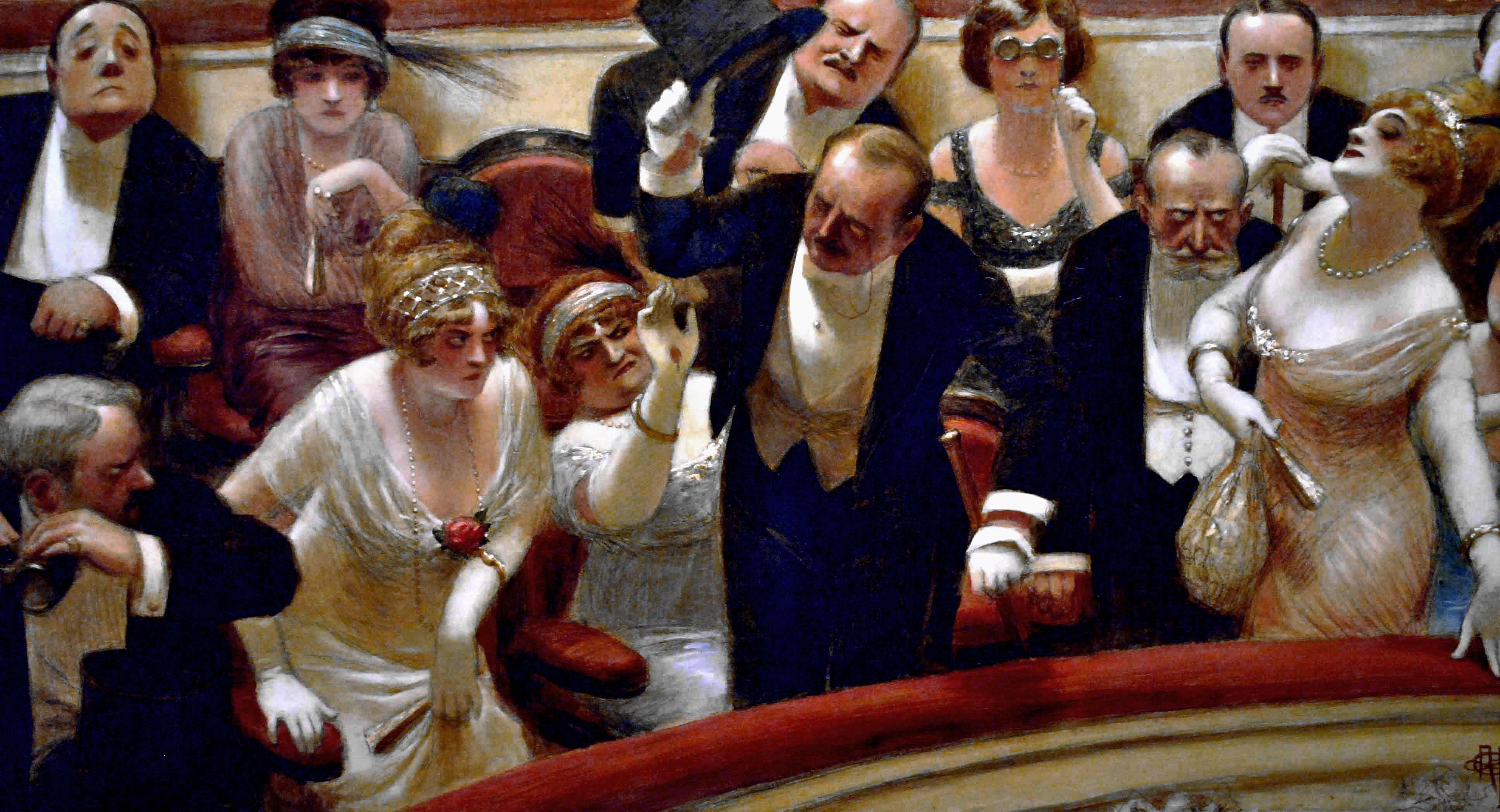
«Опоздавшие»
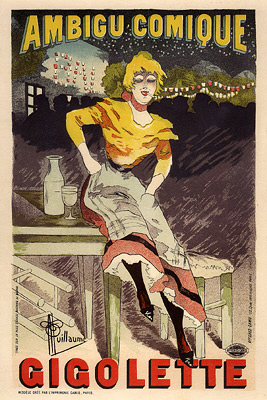
Театральная афиша, 1896